# 汪立康
汪立康（1927年12月16日—2009年7月13日），湖北长沙人，中华人民共和国政治人物。
早年供职于中共湖南省委办公厅秘书处、湖南日报社，1985年，担任社长、总编辑。有《汪立康杂文集》和与人合著的杂文集《作嫁余墨》、评论集《报丛采英》留世。